# Xuân Đông, Chợ Gạo
Xuân Đông là một xã thuộc huyện Chợ Gạo, tỉnh Tiền Giang, Việt Nam.

## Địa lý
Xã Xuân Đông có diện tích 15,15 km², dân số năm 2013 là 8.666 người, mật độ dân số đạt 572 người/km².
Giáp xã Hòa Định, Long Bình Điền, Song Bình thuộc huyện Chợ Gạo và xã Tân Mỹ Chánh - Thành phố Mỹ Tho bởi kênh Chợ Gạo (Sông Trà).
Xã Xuân Đông có 06 ấp bao gồm:
+ Ấp Tân Thuận - đặt trụ sở Ủy ban nhân dân xã và các trường Tiểu học, THCS
+ Ấp Tân Thạnh
+ Ấp Tân Ninh
+ Ấp Tân Hòa
+ Ấp An Lạc Thượng
+ Ấp An Lạc Trung